# HD 137432
HD 137432，又名CD-3610161，SAO 206660、HR 5736，是一颗恒星，视星等为5.45，位于銀經334.6，銀緯16.34，其B1900.0坐标为赤經15h 20m 53.7s，赤緯-36° 16.34′ 0″。